# Sibeliushuset, Lovisa
Sibeliushuset är ett gammalt stockhus i Lovisa stad i det finländska landskapet Nyland. Kompositören Jean Sibelius vistades i huset under senare hälften av 1800-talet. Huset byggdes 1807. 
Fastigheten ägdes av föreningen Konstsamfundet fram till 2023, då föreningen beslutat att sälja huset. Bl.a Borgånejdens musikinstitut och tidningen Loviisan Sanomat har varit hyresgäster på tomten.

## Historia
Den första ägaren till Sibeliushuset var kustskeppare Grönman. Grönman sålde huset till Henrik Backman år 1810. 1817 köpte rådman Johan Sibelius gården som låg vid dåvarande Västra Tullgatan. 
Under Sibeliernas tid mellan 1817 och 1849 var huset indelat i två hushåll. Det fanns åtta rum i byggnaden varav ett låg på vinden i gaveln mot Lovisa kyrka. Efter Johan Sibelius död år 1844 ägdes huset av änkan Katarina Fredrika Sibelius. Hon bodde i huset med sin ogifta dotter och en del hyresgäster. Efter Katarina Sibelius död 1879 flyttade dottern Evelina Sibelius till sin bror Pehr i Åbo. Gården ägdes ändå av släkten och mot slutet av 1880-talet flyttade Evelina Sibelius tillbaka till Lovisa.
Mellan somrarna 1889 och 1891 vistades Jean Sibelius med sin mor och syskon hos faster Evelina Sibelius i Lovisa. Jean Sibelius hade redan avslutat sina studier vid musikinstitutet i Helsingfors och planerade att bli musiker. Efter sitt studieår i Wien 1890–1891 drog han sig på hösten 1891 till ensamheten i Lovisa för att arbeta på Kullervo-symfonin. I slutet av januari 1892 lämnade han Lovisa för gott. Efter Evelina Sibelius död 1893 ägdes gården av dödsboet tills den år 1894 såldes till nya ägare.